# Подборье (Ленинградская область)
Подборье — деревня в Цвылёвском сельском поселении Тихвинского района Ленинградской области.

## История
Деревня Валя упоминается переписи 1710 года в Ильинском Сяськом погосте Нагорной половины Обонежской пятины.
Деревня Валя обозначена на карте Новгородского наместничества 1792 года А. М. Вильбрехта.
Деревня Валя, состоящая из 28 крестьянских дворов, упоминается на «Специальной карте западной части России» Ф. Ф. Шуберта 1844 года.

СТАРАЯ ВАЛЯ — деревня Вальского общества, Ильинско-Сяського прихода. Река Сясь.

Крестьянских дворов — 34. Строений — 71, в том числе жилых — 39. 

Число жителей по семейным спискам 1879 г.: 100 м. п., 112 ж. п.; по приходским сведениям 1879 г.: 95 м. п., 126 ж. п.

В конце XIX — начале XX века деревня относилась к Сугоровской волости 1-го земского участка 1-го стана Тихвинского уезда Новгородской губернии.
В начале XX века близ деревни находились сопки.

ВАЛЯ СОБСТВЕННАЯ (СТАРАЯ ВАЛЯ) — деревня Вальского общества, дворов — 36, жилых домов — 36, число жителей: 136 м. п., 142 ж. п. 

Занятия жителей — земледелие, лесные промыслы. Река Сясь. Часовня, мелочная лавка общества потребления, смежна с деревней Филовщина.

ВАЛЯ — дача Ф. С. Киселёва, дворов — 1, жилых домов — 1, число жителей: 5 м. п., 3 ж. п. 

Занятия жителей — земледелие, лесные промыслы. Река Сясь. Смежна с деревней Валя. (1910 год)

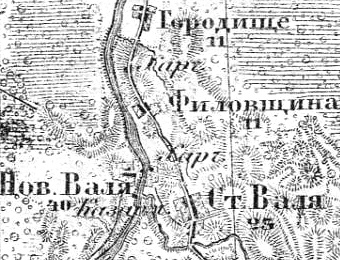
Деревня Подборье на карте 1913 года

Согласно карте Петроградской и Новгородской губерний 1913 года деревня называлась Старая Валя и насчитывала 25 дворов. По данным 1913 года в деревне была земская школа, которая обслуживала селения: Филовщина, Валя Новая или Барская, Валя Государственная, Городище, Бесовка, Бесовские Харчевни и Филовщина. В школе было 3 учителя и 104 ученика.
С 1917 по 1918 год деревня Воля Собственная Новая входила в состав Сугоровской волости Тихвинского уезда Новгородской губернии. 
С 1918 года в составе Череповецкой губернии.
С 1927 года в составе Ильинского сельсовета Тихвинского района.
С 1928 года в составе Вольского сельсовета. В 1928 году население деревни Воля Собственная Новая составляло 316 человек.
Согласно карте Ленинградской области Северо-западного аэрогеодезического треста ГГУ издания 1932 года деревня называлась Валя Собственная и насчитывала 39 крестьянских дворов. В деревне находились: сельсовет и часовня.
По данным 1933 года населённый пункт назывался село Валя Собственная, село являлось административным центром Вальского сельсовета, в который входили 7 населённых пунктов: деревни Бесовка, Валя Государственная, Городище, Красная Заря, Кривые Луки, Филовщино и село Валя Собственная, общей численностью населения 1128 человек.
По данным 1936 года административным центром Вальского сельсовета являлась деревня Филовщина, в состав сельсовета входили 8 населённых пунктов, 214 хозяйств и 4 колхоза.
В 1938 году постановлением президиума ВЦИК селение Валя Собственная переименовано в Подборье'.
С 1960 года вновь в составе Ильинского сельсовета.
В 1961 году население деревни Подборье составляло 71 человек.
По данным 1966, 1973 и 1990 годов деревня Подборье также входила в состав Ильинского сельсовета.
В 1997 году в деревне Подборье Ильинской волости проживали 38 человек, в 2002 году — 22 (русские — 95 %).
В 2007 году в деревне Подборье Цвылёвского СП проживали 39 человек, в 2010 году — 20.

## География
Деревня расположена в юго-западной части района на автодороге А114 (Вологда — Новая Ладога).
Расстояние до административного центра поселения — 20 км.
Расстояние до ближайшей железнодорожной станции Валя — 6 км.
Деревня находится на правом берегу реки Сясь.

## Демография
| 1879 | 1910 | 1928 | 1961 | 1997 | 2002 | 2007 |
| ---- | ---- | ---- | ---- | ---- | ---- | ---- |
| 212  | ↗278 | ↗316 | ↘71  | ↘38  | ↘22  | ↗39  |
| 2010 | 2017 |      |      |      |      |      |
| ↘20  | ↗25  |      |      |      |      |      |

### Национальный состав
Согласно данным Всероссийской переписи населения 2021 года в деревне проживали 28 человек, все русские.

## Улицы
Дорожная, Просёлочная.